# Raphinha
Pour les articles ayant des titres homophones, voir Belloli et Rafinha.
Raphael Dias Belloli, dit Raphinha, né le 14 décembre 1996 à Porto Alegre (Brésil), est un footballeur international brésilien qui évolue au poste d'ailier gauche au FC Barcelone. Il possède également la nationalité italienne.

## Biographie

### Enfance et formation
Raphinha, d'ascendance pour partie italienne, possède la double nationalité brésilienne et italienne. Natif de Porto Alegre, il déclare être parvenu à ne pas être entraîné dans le trafic de drogue à l'adolescence dans les favelas de cette ville. Il grandit dans la pauvreté, il déclarera avoir demandé occasionnellement de la nourriture à des étrangers lorsqu’il n'y en avait pas chez ses parents. Il commence sa carrière en 2015 avec l'Avaí FC, club de la ville de Florianópolis et filiale du Sporting Portugal. Il quitte ce club et son pays en 2016, année où il signe pour le Vitória Guimarães, club de Primeira Liga. Il y fait deux saisons et est remarqué par plusieurs équipes, à la suite de quoi le Sporting Portugal fait son acquisition pour 6,5 millions d’euros.

### Révélation au Portugal (2016-2019)
En février 2016, à 19 ans, Raphinha quitte donc le Brésil pour l’Europe et le Vitória SC de Guimarães contre une somme de 600 000 €. Le jeune ailier est d’abord utilisé avec l’équipe réserve lors des six premiers mois, pour cinq buts en seize matchs en 2016.

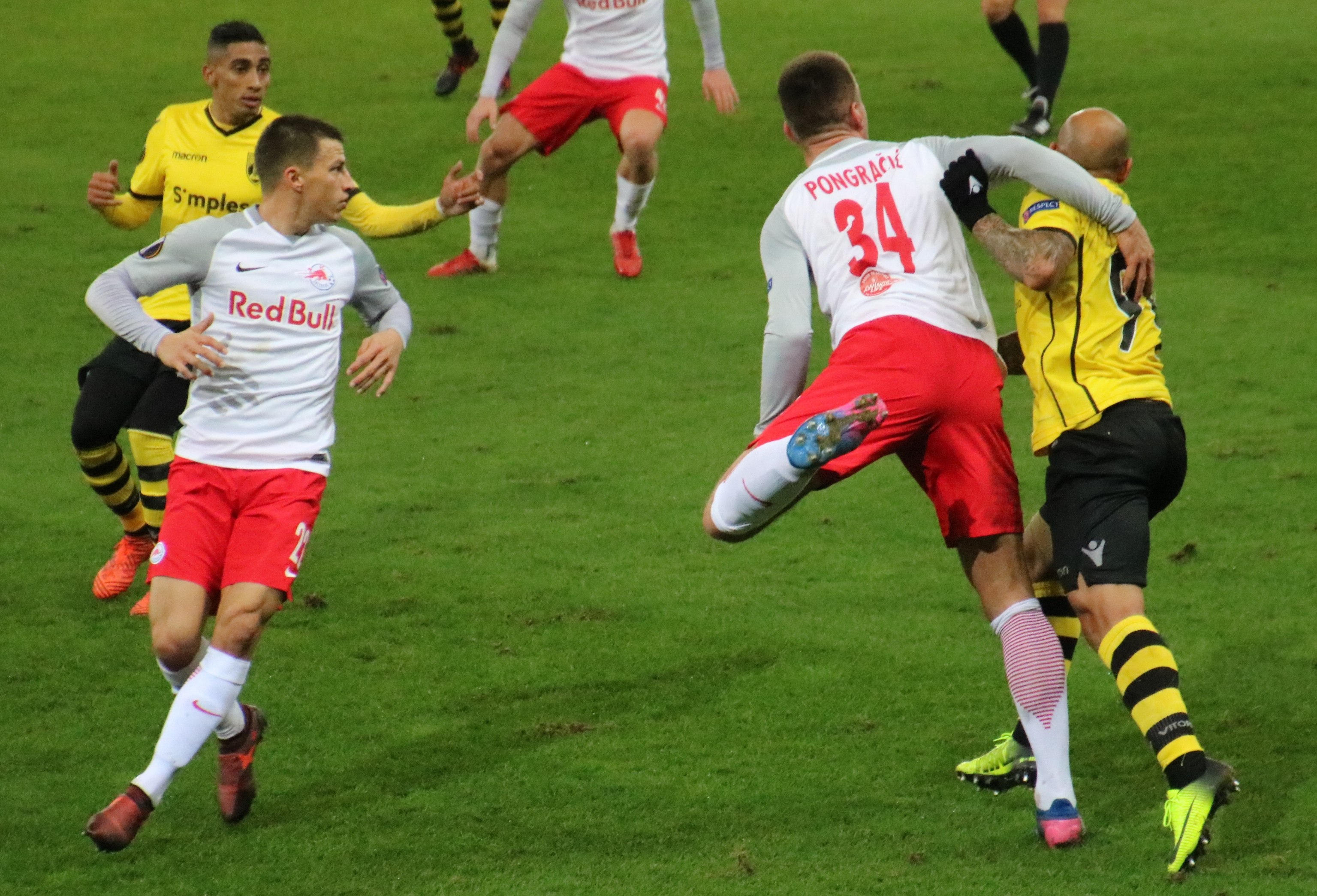
Raphinha (en haut à g.) en Europa League 2017-2018 avec Guimarães.

Le 13 mars 2016, il fait ses débuts avec l'équipe première de Guimarães contre le Paços de Ferreira[réf. nécessaire]. Dès la saison suivante, Raphinha devient titulaire indiscutable. Il inscrit quatre buts et six passes décisives en Primeira Liga 2016-2017. Ce dernier, inscrit un but lors de la finale de la Supercoupe du Portugal 2017 contre le Benfica Lisbonne (défaite 3-1). Lors de la saison 2017-2018, sa seconde complète, il se révèle totalement avec quinze buts en 32 matchs de championnat.
Le 23 mai 2018, Raphinha est transféré au Sporting Portugal contre la somme de 6,5 M€ et signe pour cinq saisons. Lors de la saison 2018-2019, il pêche à la finition avec seulement quatre buts et autant de passes décisives, notamment en raison d’une blessure musculaire qui le gêne dans sa progression. L'équipe réalise le doublé en Coupes : du Portugal et de la Ligue portugaise. Au début de l'exercice 2019-2020, Raphinha démarre sur de meilleures bases avec deux buts en quatre matchs. Le joueur, qui dispose d’une clause de cession fixée à 60 millions d'euros, attire l’œil de nombreuses équipes européennes, dont le FC Séville et le Stade rennais. La Fiorentina propose quinze millions d’euros mais le club attend le double de cette somme (sa clause libératoire étant alors de 60 millions d'euros).

### Confirmation à Rennes puis Leeds (2019-2022)
À deux heures de la fin du mercato estival 2019, Raphinha est recruté par le Stade rennais FC contre 20 millions d'euros et plusieurs bonus. Le jeune ailier représenté par la star brésilo-portugaise Deco, signe un contrat de cinq ans et a la lourde tâche de remplacer Ismaïla Sarr, transféré avant la clôture du marché, en Angleterre. Le montant du transfert de 20-21 millions d’euros fait de Raphinha le deuxième plus gros transfert de l’histoire du club, derrière un autre Brésilien Lucas Severino recruté pour 150 millions de francs (21,3 M€) en 2000. Ce record est dépassé début octobre 2020 avec l'arrivée de l'ailier belge Jérémy Doku pour environ 26 M€ hors bonus,.
Raphinha choisit le numéro 7. Le 10 novembre 2019, il inscrit son premier but avec les Rouge et Noir contre l'Amiens SC (victoire 3-1). Le 31 janvier 2020, il marque un doublé dans le derby de la Bretagne face au FC Nantes, dont le but de la victoire à la 97e minute (3-2). Troisième à l'arrêt du championnat en mars 2020, Rennes est qualifié pour la première fois de son histoire en Ligue des champions la saison suivante.
Le match contre Reims le dimanche 4 octobre est son dernier avec le club breton. Raphinha égalise à 1-1 et tir le corner à l'origine du deuxième but (score final : 2-2). En 2020, il est impliqué dans six buts en Ligue 1 (3 buts, 3 passes décisives), plus que tout autre joueur de Rennes sur l'année. Il totalise huit buts en 36 matches avec le club (6 en ligue 1, 2 en Coupe de France). Il totalise 6 passes décisives (5 en championnat et 1 en coupe)
Le 5 octobre 2020, juste avant la clôture du mercato, Raphinha est transféré à Leeds contre 17 M€ + 6 M€ en bonus et s'engage pour quatre ans, jusqu'en 2024,,,. Le 28 novembre 2020, il inscrit son premier but avec les Peacocks contre Everton (victoire 1-0). Le Brésilien inscrit six buts en trente journée de Premier League 2020-2021. Cela lui permet d'être appelé pour la première fois en sélection du Brésil en août 2021.
En avril 2022, aucun attaquant ne réussit à récupérer plus de ballons dans le tiers médian du terrain que le brésilien, au point que son coéquipier Adam Forshaw le décrive comme un « footballeur de rue en colère ». Raphinha finit aussi meilleur buteur de Leeds lors de la saison 2021-2022, avec onze réalisations.

### FC Barcelone (depuis 2022)
Le 15 juillet 2022, Raphinha est transféré au FC Barcelone en paraphant un contrat de cinq ans, soit jusqu'en juin 2027, contre une somme de 58 M€. Il inscrit son premier but sous les couleurs catalanes dès son premier match lors d’une rencontre amicale de pré-saison face à l’Inter Miami.
Il remporte le championnat d'Espagne en 2023. Le 10 avril 2024, il marque un doublé au Parc des Princes (match aller) face au Paris Saint-Germain (victoire, 2-3). Raphinha s’est habillé du costume de bourreau face aux troupes de Luis Enrique. Bien trop à son aise dans la défense parisienne, le Brésilien, logiquement élu homme du match, est d’ailleurs devenu, dans le même temps, le premier joueur blaugrana à marquer deux buts dans un match à élimination directe de la Ligue des champions depuis Lionel Messi en demi-finale contre Liverpool en mai 2019. Il marque également un but au match retour, cependant son équipe se voit chuter en quart de finale sur une lourde défaite (1-4) à domicile.
Souvent considéré comme « celui » qui devait quitter le Barça pour renflouer ses caisses depuis deux ans, le Brésilien est bel et bien un joueur catalan. Surtout, il s’est érigé comme un relais majeur de Hansi Flick, qui n’a pas hésité à en faire l’un de ses capitaines pour la saison. Le 31 août 2024, il est triple buteur, double passeur, et même capitaine, contribuant largement à la victoire de son équipe face au Real Valladolid (7-0). Quelques semaines plus tard, il inscrit un nouveau triplé face au Bayern Munich cette fois en Ligue des champions témoignant ainsi de sa très bonne forme en ce début de saison. Le 6 juin 2025, il est élu meilleur joueur de la saison 2024-2025,,.
Le 22 mai 2025, alors qu'il était sous contrat jusqu'en 2027 avec le FC Barcelone, Raphinha prolonge son contrat d'une année supplémentaire, soit jusqu'en juin 2028,,.

### En sélection

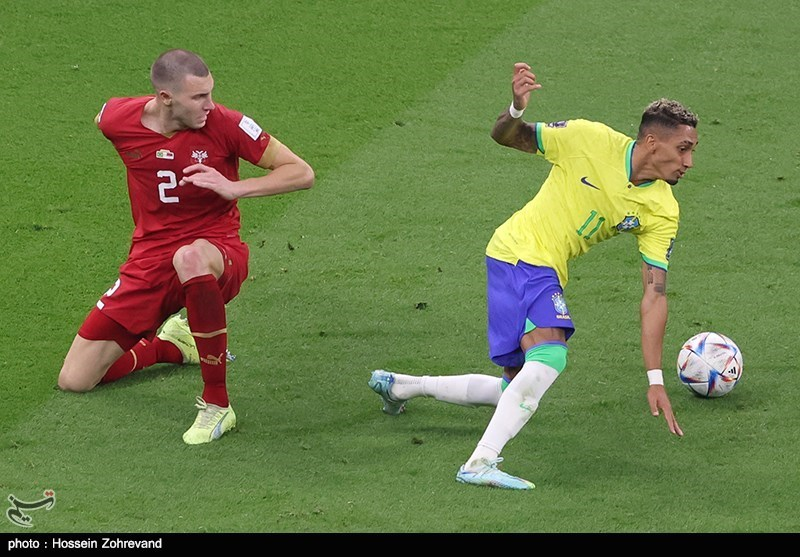
Raphinha face à Strahinja Pavlović à la Coupe du monde 2022

Le 13 août 2021, Raphinha est convoqué pour la première fois avec l'équipe du Brésil. Il fait partie d'une liste de 25 joueurs pour les qualifications à la Coupe du monde 2022 en septembre contre le Chili, l'Argentine et le Pérou. Le 8 octobre 2021, il honore sa première sélection lors d'un match contre le Venezuela comptant pour les éliminatoires de la Coupe du monde 2022.
Le 7 novembre 2022, il est sélectionné par Tite pour participer à la Coupe du monde 2022. Le 10 mai 2024, il figure dans la liste des joueurs retenus par Dorival Júnior pour participer à la Copa América 2024.

## Vie privée
Peu de temps avant sa signature à Leeds en octobre 2020, il crée une fondation caritative pour les habitants des favelas de Porto Alegre.

## Style de jeu
Rapide à la course et dans sa vitesse d’exécution, Raphinha préfère évoluer sur l’aile droite mais peut occuper d’autres postes offensifs. « Il peut jouer avec un attaquant dans une position axiale » confie Julien Stéphan lors de son arrivée au Stade rennais FC en 2019. Doté d’une frappe sèche des deux pieds, il pêche alors à la finition.

## Statistiques

### En club
| Saison                | Club                  | Championnat           | Championnat | Championnat | Championnat | Coupe nationale | Coupe nationale | Coupe nationale | Coupe de la Ligue | Coupe de la Ligue | Coupe de la Ligue | Supercoupe | Supercoupe | Supercoupe | Compétition(s) continentale(s) | Compétition(s) continentale(s) | Compétition(s) continentale(s) | Compétition(s) continentale(s) | Total | Total | Total |
| Saison                | Club                  | Division              | M.          | B.          | P.d.        | M.              | B.              | P.d.            | M.                | B.                | P.d.              | M.         | B.         | P.d.       | Comp.                          | M.                             | B.                             | P.d.                           | M.    | B.    | P.d.  |
| 2015-2016             | Vitória SC B          | LigaPro               | 16          | 5           | 1           | -               | -               | -               | -                 | -                 | -                 | -          | -          | -          | -                              | -                              | -                              | -                              | 16    | 5     | 1     |
| 2015-2016             | Vitória SC            | Primeira Liga         | 1           | 0           | 0           | -               | -               | -               | -                 | -                 | -                 | -          | -          | -          | -                              | -                              | -                              | -                              | 1     | 0     | 0     |
| 2016-2017             | Vitória SC            | Primeira Liga         | 32          | 4           | 6           | 7               | 0               | 1               | 2                 | 0                 | 0                 | -          | -          | -          | -                              | -                              | -                              | -                              | 41    | 4     | 7     |
| 2017-2018             | Vitória SC            | Primeira Liga         | 32          | 15          | 4           | 1               | 1               | 1               | 3                 | 1                 | 0                 | 1          | 1          | 0          | C3                             | 6                              | 0                              | 0                              | 43    | 18    | 5     |
| Sous-total            | Sous-total            | Sous-total            | 65          | 19          | 10          | 8               | 1               | 2               | 5                 | 1                 | 0                 | 1          | 1          | 0          | -                              | 6                              | 0                              | 0                              | 85    | 22    | 12    |
| 2018-2019             | Sporting CP           | Primeira Liga         | 24          | 4           | 1           | 4               | 0               | 0               | 4                 | 2                 | 0                 | -          | -          | -          | C3                             | 4                              | 1                              | 1                              | 36    | 7     | 2     |
| 2019-2020             | Sporting CP           | Primeira Liga         | 4           | 2           | 0           | -               | -               | -               | -                 | -                 | -                 | 1          | 0          | 0          | C3                             | -                              | -                              | -                              | 5     | 2     | 0     |
| Sous-total            | Sous-total            | Sous-total            | 28          | 6           | 1           | 4               | 0               | 0               | 4                 | 2                 | 0                 | 1          | 0          | 0          | -                              | 4                              | 1                              | 1                              | 41    | 9     | 2     |
| 2019-2020             | Stade rennais FC      | Ligue 1               | 22          | 5           | 3           | 3               | 2               | 1               | 1                 | 0                 | 0                 | -          | -          | -          | C3                             | 4                              | 0                              | 0                              | 30    | 7     | 4     |
| 2020-2021             | Stade rennais FC      | Ligue 1               | 6           | 1           | 2           | -               | -               | -               | -                 | -                 | -                 | -          | -          | -          | C1                             | 0                              | 0                              | 0                              | 6     | 1     | 2     |
| Sous-total            | Sous-total            | Sous-total            | 28          | 6           | 5           | 3               | 2               | 1               | 1                 | 0                 | 0                 | -          | -          | -          | -                              | 4                              | 0                              | 0                              | 36    | 8     | 6     |
| 2020-2021             | Leeds United          | Premier League        | 30          | 6           | 9           | 1               | 0               | 0               | -                 | -                 | -                 | -          | -          | -          | -                              | -                              | -                              | -                              | 31    | 6     | 9     |
| 2021-2022             | Leeds United          | Premier League        | 35          | 11          | 3           | 1               | 0               | 0               | -                 | -                 | -                 | -          | -          | -          | -                              | -                              | -                              | -                              | 36    | 11    | 3     |
| Sous-total            | Sous-total            | Sous-total            | 65          | 17          | 12          | 2               | 0               | 0               | -                 | -                 | -                 | -          | -          | -          | -                              | -                              | -                              | -                              | 67    | 17    | 12    |
| 2022-2023             | FC Barcelone          | Liga                  | 36          | 7           | 7           | 5               | 2               | 2               | -                 | -                 | -                 | 2          | 0          | 0          | C1+C3                          | 5+2                            | 0+1                            | 2+1                            | 50    | 10    | 12    |
| 2023-2024             | FC Barcelone          | Liga                  | 28          | 6           | 9           | 1               | 1               | 0               | -                 | -                 | -                 | 1          | 0          | 0          | C1                             | 7                              | 3                              | 2                              | 37    | 10    | 11    |
| 2024-2025             | FC Barcelone          | Liga                  | 36          | 18          | 9           | 5               | 1               | 4               | -                 | -                 | -                 | 2          | 2          | 1          | C1                             | 14                             | 13                             | 8                              | 57    | 34    | 22    |
| 2025-2026             | FC Barcelone          | Liga                  | 1           | 1           | 0           | 0               | 0               | 0               | -                 | -                 | -                 | 0          | 0          | 0          | C1                             | 0                              | 0                              | 0                              | 1     | 1     | 0     |
| Sous-total            | Sous-total            | Sous-total            | 101         | 32          | 25          | 11              | 4               | 6               | -                 | -                 | -                 | 5          | 2          | 1          | -                              | 28                             | 17                             | 13                             | 145   | 55    | 45    |
| Total sur la carrière | Total sur la carrière | Total sur la carrière | 303         | 85          | 54          | 28              | 7               | 9               | 10                | 3                 | 0                 | 7          | 3          | 1          | -                              | 42                             | 18                             | 13                             | 390   | 116   | 77    |

### En sélection nationale
| Saison                | Sélection             | Phases finales        | Phases finales | Phases finales | Phases finales | Éliminatoires CDM | Éliminatoires CDM | Éliminatoires CDM | Matchs amicaux | Matchs amicaux | Matchs amicaux | Total | Total | Total |
| Saison                | Sélection             | Compétition           | M              | B              | Pd             | M                 | B                 | Pd                | M              | B              | Pd             | M     | B     | Pd    |
| --------------------- | --------------------- | --------------------- | -------------- | -------------- | -------------- | ----------------- | ----------------- | ----------------- | -------------- | -------------- | -------------- | ----- | ----- | ----- |
| 2021-2022             | Brésil                | -                     | -              | -              | -              | 7                 | 3                 | 2                 | 2              | 0              | 0              | 9     | 3     | 2     |
| 2022-2023             | Brésil                | Coupe du monde 2022   | 5              | 0              | 0              | -                 | -                 | -                 | 2              | 2              | 2              | 7     | 2     | 2     |
| 2023-2024             | Brésil                | Copa América 2024     | 4              | 1              | 0              | 4                 | 1                 | 1                 | 3              | 0              | 1              | 11    | 2     | 2     |
| 2024-2025             | Brésil                | -                     | -              | -              | -              | 6                 | 4                 | 1                 | -              | -              | -              | 6     | 4     | 1     |
| Total sur la carrière | Total sur la carrière | Total sur la carrière | 9              | 1              | 0              | 17                | 8                 | 4                 | 7              | 2              | 3              | 33    | 11    | 7     |

### Buts en sélection
| Buts internationaux de Raphinha | Buts internationaux de Raphinha | Buts internationaux de Raphinha         | Buts internationaux de Raphinha | Buts internationaux de Raphinha | Buts internationaux de Raphinha | Buts internationaux de Raphinha | Buts internationaux de Raphinha | Buts internationaux de Raphinha |
|                                 | Date                            | Lieu                                    | Adversaire                      | Résultat                        | Compétition                     | Details                         | Details                         | Sel.                            |
| ------------------------------- | ------------------------------- | --------------------------------------- | ------------------------------- | ------------------------------- | ------------------------------- | ------------------------------- | ------------------------------- | ------------------------------- |
| 1.                              | 15 octobre 2021                 | Arena da Amazônia, Manaus, Brésil       | Uruguay                         | 4 - 1                           | Éliminatoires CDM 2022          | 18e                             | 2-0                             | 3e                              |
| 2.                              | 15 octobre 2021                 | Arena da Amazônia, Manaus, Brésil       | Uruguay                         | 4 - 1                           | Éliminatoires CDM 2022          | 58e                             | 3-0                             | 3e                              |
| 3.                              | 2 février 2022                  | Mineirão, Belo Horizonte, Brésil        | Paraguay                        | 4 - 0                           | Éliminatoires CDM 2022          | 28e                             | 1-0                             | 7e                              |
| 4.                              | 27 septembre 2022               | Parc des Princes, Paris, France         | Tunisie                         | 5 - 1                           | Match amical                    | 11e                             | 1-0                             | 11e                             |
| 5.                              | 27 septembre 2022               | Parc des Princes, Paris, France         | Tunisie                         | 5 - 1                           | Match amical                    | 40e                             | 4-1                             | 11e                             |
| 6.                              | 9 septembre 2023                | Stade olympique du Pará, Belém, Brésil  | Bolivie                         | 5 - 1                           | Éliminatoires CDM 2026          | 47e                             | 2-0                             | 17e                             |
| 7.                              | 3 juillet 2024                  | Levi's Stadium, Santa Clara, États-Unis | Colombie                        | 1 - 1                           | Copa América 2024               | 12e                             | 1-0                             | 26e                             |
| 8.                              | 15 octobre 2024                 | Stade Mané Garrincha, Brasilia, Brésil  | Pérou                           | 4 - 0                           | Éliminatoires CDM 2026          | 38e (pen.)                      | 1-0                             | 29e                             |
| 9.                              | 15 octobre 2024                 | Stade Mané Garrincha, Brasilia, Brésil  | Pérou                           | 4 - 0                           | Éliminatoires CDM 2026          | 54e (pen.)                      | 2-1                             | 29e                             |

## Palmarès

### En club
| Sporting CP (2) :                                                                          | FC Barcelone (5) : |
| ------------------------------------------------------------------------------------------ | --- |
| - Coupe du Portugal - Vainqueur : 2019. - Coupe de la Ligue portugaise - Vainqueur : 2019. | - Championnat d'Espagne (2) : - Champion : 2023 et 2025. - Vice-champion : 2024. - Coupe d'Espagne (1) : - Vainqueur en 2025. - Supercoupe d'Espagne (2) : - Vainqueur en 2023 et 2025. - Finaliste en 2024. |

### Distinctions individuelles
- Homme du match contre le Paris SG (1/4 de finale aller) de la Ligue des champions 2023/2024.
- Membre de l'équipe-type de la Copa América 2024.
- Joueur du mois de Liga en Août 2024.
- Homme du match contre le Réal Madrid CF (Finale) de la Supercoupe d’Espagne 2024/2025.
- Homme du match contre le BSC Young Boys (2e journée) de la Ligue des champions 2024/2025.
- Homme du match contre le FC Bayern Munich (3e journée) de la Ligue des champions 2024/2025.
- Homme du match contre le SL Benfica (7e journée) de la Ligue des champions 2024/2025.
- Meilleur buteur Brésilien de l’Histoire sur une seule édition de Ligue des champions (13 buts).
- Co-Meilleur buteur de la Ligue des champions 2024/2025 (13 buts).
- Meilleur passeur de la Ligue des champions 2024/2025 (9 passes décisives).
- Membre de l'équipe-type de la Ligue des champions 2024/2025.
- Joueur de la saison de La Liga 2024/2025.